# Diljale
Pour plus de détails, voir Fiche technique et Distribution.
Diljale (दिलजले) est un film indien de Bollywood réalisé par Harry Baweja sorti le 27 septembre 1996. Il met en vedette Ajay Devgan ainsi que Sonali Bendre. En Inde le film génère une recette de 75 000 000 roupies.

## Fiche technique
- Titre : Diljale
- Titre original : दिलजले
- Réalisation : Harry Baweja
- Scénario : Karan Razdan
- Musique : Anu Malik et Naresh Sharma
- Photographie : Nandlal Choudhary et Damodar Naidu
- Montage : Kuldip Mehan
- Production : Paramjeet Baweja
- Société de production : S. P. Creations
- Pays :  Inde
- Genre : Action, drame et romance
- Durée : 159 minutes
- Dates de sortie : 
  -  Inde : 1996

## Distribution
- Ajay Devgan : Shaka / Shyam
- Sonali Bendre : Radhika
- Amrish Puri : Dara
- Parmeet Sethi : le capitaine Ranvir
- Madhoo : Shabnam
- Shakti Kapoor : Rajasaheb / Mantri
- Gulshan Grover : l'inspecteur Yajwendra
- Akash Khurana : le père de Shyam
- Farida Jalal : la mère de Shyam
- Tinnu Anand : l'adepte Vaishnodevi
- Arun Bakshi : Laaley
- Rakesh Bedi : le fils Rajasaheb
- Achyut Potdar : Raghuveer
- Himani Shivpuri : la sœur de Rajasaheb